# David Essex
David Essex (født 23. juli 1947) er en engelsk skuespiller og sanger. Han har blandt andet opnået succes på musical-scenen.